# Holiday for Pans
Holiday for Pans è il penultimo album di Jaco Pastorius, pubblicato postumo come bootleg nel 1993 dall'etichetta giapponese Japan's Sound Hills.
Il disco è noto per la sua storia triste e sfortunata: l'album fu inciso nel 1982 con lo scopo, da parte di Pastorius, di dare visibilità al virtuoso di steel pans Othello Mollineaux. Parteciparono anche alla realizzazione dell'album il complesso Birth of Island. Da sottolineare anche una versione rielaborata di Elegant People che vide la partecipazione di Wayne Shorter.
Pastorius presentò i nastri alla sua etichetta discografica di allora, la Warner Bros., che ne rifiutò la pubblicazione a causa dello scarso potenziale commerciale. Il drastico peggioramento psichiatrico di Pastorius, unito alla delusione per questo materiale, spinse la casa discografica a rescindere il rapporto con il bassista.
Pastorius, rimasto in possesso dei nastri, decise di rimetterci mano solamente 4 anni dopo mentre si trovava ricoverato presso l'ospedale psichiatrico Bellevue: la sua idea era quella di rielaborare le tracce dell'82 ed utilizzare il risultato (nel quale il bassista riponeva grande fiducia) per un suo ritorno sulla scena discografica. Le tracce vennero così remixate in due ore una sera del 1986 presso il Jingle studio di Manhattan, sfruttando un permesso di uscita di Jaco dalla casa di cura. Al termine della sessione i nastri furono affidati personalmente da Pastorius all'ingegnere del suono Kenny Jackel, che assistette il bassista durante il remixaggio, con la raccomandazione di custodirli con la massima cura fino alle sue dimissioni.
Dopo la morte del bassista nel 1987, Jackel, dichiarando falsamente di essere l'ingegnere del suono che lavorò con Pastorius alle sessioni dell'82, iniziò ad incontrare rappresentanti di varie case discografiche con lo scopo di capitalizzare al massimo i nastri che - di fatto - aveva rubato. Alla fine i nastri furono venduti per 160.000 dollari al distributore giapponese Super Stop, che creò l'etichetta Japan's Sound Hills appositamente per la diffusione delle registrazioni.
Molto discussa è l'effettiva partecipazione di Pastorius al progetto: sicuramente Jackel prima di vendere i nastri fece incidere delle parti di basso - spacciandole per originali di Pastorius - ad un turnista giapponese che ha ammesso l'accaduto. Alcuni sostengono che nelle sessioni dell'82 Pastorius avesse inciso il basso solo per alcune tracce e che al turnista sia stato commissionato di completare le parti mancanti imitandone lo stile; altri sostengono che Pastorius avesse inciso il basso per tutte le tracce ma la scarsa qualità delle registrazioni rese il suo strumento quasi inaudibile (da qui la necessità, per Jackel, delle sovraincisioni); altri infine sostengono che Pastorius si sia limitato a comporre e produrre Holiday for Pans senza aver inciso alcuna parte di basso: in questo caso il basso che si sente sul bootleg del disco apparterrebbe nella totalità ad un musicista sconosciuto (questa è generalmente l'opinione degli appassionati, che non riconoscono le peculiarità stilistiche di Pastorius nelle tracce del disco).
Kenny Jackel da allora è irreperibile (si dice che viva a Bangkok) e non è possibile ottenere una sua versione dei fatti.
Il direttore della Super Stop, Hirakazu Sasabe, sostiene di aver agito in buona fede: Jackel gli avrebbe detto che i nastri gli erano stati ceduti da Pastorius come compenso per i suoi servizi di ingegnere del suono e Sasabe avrebbe deciso di acquistarli in seguito ad una verifica legale, non risultando negli Stati Uniti alcuna denuncia per il furto dei master.
Il Pastorius Estate ha intentato una causa legale alla Japan's Sound Hills con lo scopo di avere indietro i nastri: finora l'unico successo ottenuto è quello di aver proibito la vendita del bootleg Holiday for Pans negli Stati Uniti.

## Tracce
1. Mysterious Mountain (Allan Hobaness) – 1:32
2. Elegant People (Wayne Shorter) – 6:44
3. Good Morning Annya (Jaco Pastorius) – 5:31
4. She's Leaving Home (Lennon/McCartney) – 3:34
5. Holiday for Pans (David Rose) – 3:13
6. Giant Steps (John Coltrane) – 3:12
7. City of Angels (Jaco Pastorius) – 8:53
8. Birth of Island (Jaco Pastorius) – 23:44